# Mary McDonnellová
Mary Eileen McDonnellová (nepřechýleně McDonnell; * 28. dubna 1952) je americká herečka, která byla nominovaná na cenu Oscar.

## Kariéra
Společně s hercem Patrickem Swayzem si zahrála ve filmech Hříšný tygr a Donnie Darko. Nominaci na oscara jí přinesl film režírovaný Kevinem Costnerem Tanec s vlky. Druhou nominaci na oscara jí přinesl film Skutečný život v Belle Reve. Českým divákům je hodně známá i ze seriálu Closer: Nové případy.